# Anderz Eide
Anderz Eide, född 16 juni 1975 i Hålandsdal, Midthordland, är en norsk skådespelare.
Eide har bland annat medverkat i filmerna Upproret och Shadow Island. Hon har även medverkat i TV-serien Maskineriet.

## Filmografi (i urval)
- 2020 – Maskineriet (TV-serie)
- 2023 – Upproret
- 2023 – Shadow Island
- 2025 – Kraken